# Noah Wuv Bernardo
Noah "Wuv" Bernardo, baterista do P.O.D., é primo do vocalista da banda Sonny. Ele e Marcos, quando estavam no colegial, resolveram começar a banda. Além dele e do guitarrista, outras pessoas tocavam, incluindo seu pai – que mais tarde revelou ser um traficante. Porém, a banda que era apenas diversão tomou forma quando, aos 36 anos, a mãe de Sonny morreu e ele foi chamado para a banda.
Possivelmente daí vem todo o sentido religioso da banda: o pai de Wuv tornou-se cristão e isso devolveu a paz ao casamento dos pais do baterista. Sonny também revela que a morte de sua mãe o fez ver a vida com outros olhos e ter fé em Deus.
O fato é que junto com Traa, estava formado o P.O.D.
Wuv hoje tem 3 filhos. Suas tatuagens – entre outras, uma no peito com o nome da banda e outra com a face de Jesus nas costas – revelam o quanto ele é comprometido. Ele usa baterias Pearl e baquetas Vic Firth 7A. 